# Maciej Płaza
Maciej Płaza (* 1976 in Sandomierz) ist ein polnischer Prosaschriftsteller, Übersetzer und Literaturkritiker.

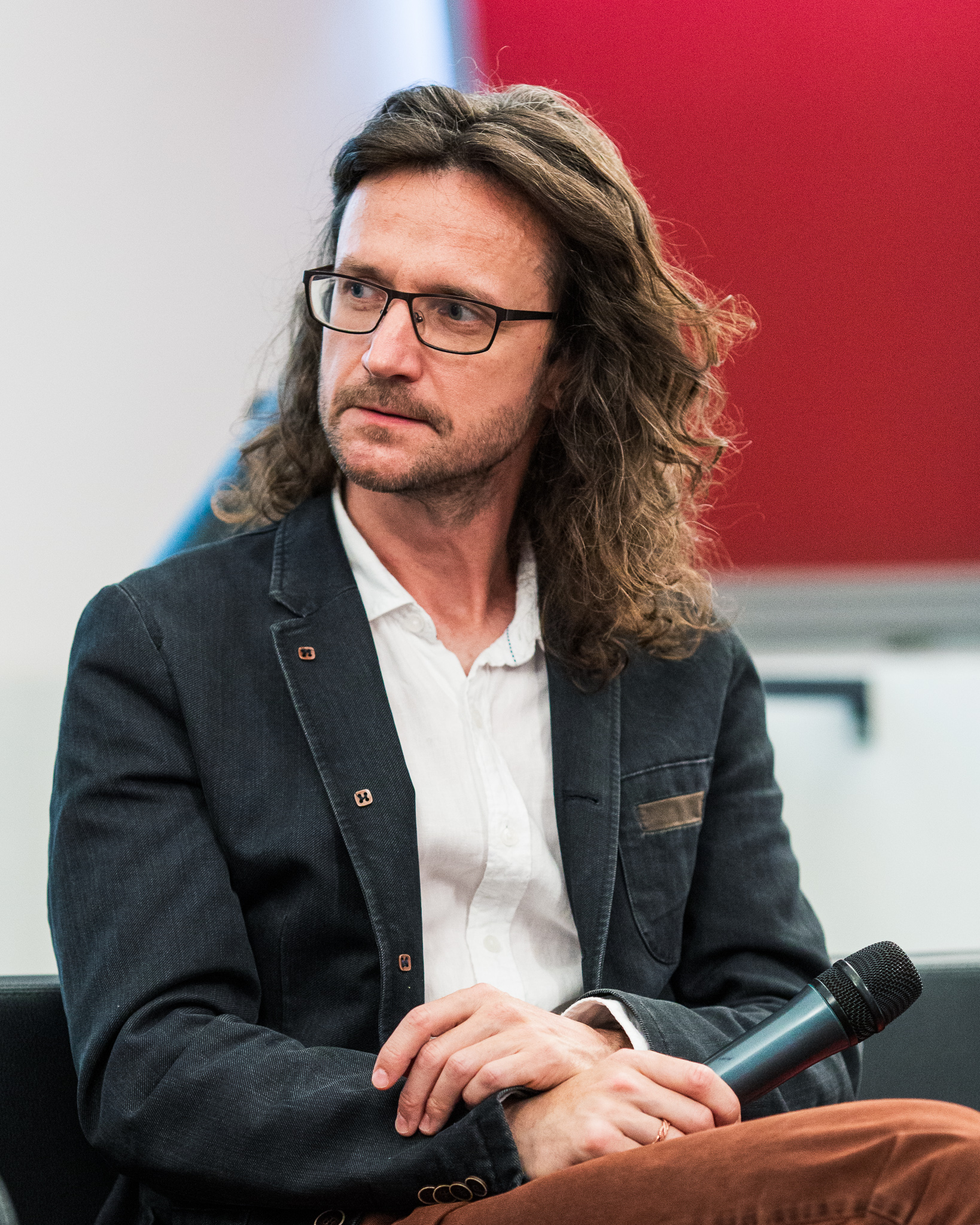
Maciej Płaza, 2019

## Leben
Płaza promovierte mit der Arbeit Problematyka poznania w twórczości Stanisława Lema an der Maria-Curie-Skłodowska-Universität in Lublin.
Er wohnt in Posen.

## Publikationen
- O poznaniu w twórczości Stanisława Lema, 2006
- Skoruń, 2015
- Robinson w Bolechowie, 2017
- Golem, 2021

## Übersetzungen
- Bill Clegg: Czy miałaś kiedyś rodzinę?
- Kenneth Grahame: O czym szumią wierzby
- Mark Helprin: Pamiętnik z mrówkoszczelnej kasety
- Mark Helprin: Zimowa opowieść
- Fredric Jameson: Archeologie przyszłości. Pragnienie zwane utopią i inne fantazje naukowe
- Howard Phillips Lovecraft: Przyszła na Sarnath zagłada
- Howard Phillips Lovecraft: Zgroza w Dunwich i inne przerażające opowieści
- Mary Shelley: Frankenstein
- Mary Stanton: Anielscy obrońcy
- Graeme Thomson: Zmysłowy świat Kate Bush
- Christos Tsiolkas: Marta Europa

## Nominierungen und Auszeichnungen
- 2016: Kościelski-Preis
- 2016: Literaturpreis Gdynia für Skoruń
- 2016: Finalist des Nike-Literaturpreises mit Skoruń
- 2016: Finalist des Witold-Gombrowicz-Literaturpreises mit Skoruń
- 2018: Mitteleuropäischer Literaturpreis Angelus für Robinson w Bolechowie
- 2022: Finalist des Nike-Literaturpreises mit Golem